# 山口茜
山口茜（日语：／ Yamaguchi Akane，1997年6月6日—），日本羽毛球運動員，專項女子單打，現役日本國家羽毛球隊（A隊）成員。福井縣勝山市出生，畢業於勝山南部中學校及縣立勝山高校，現為再春館製藥所羽毛球隊成員，隊員編號6號。2022年8月28日，山口茜在东京世界羽毛球锦标赛女单决赛中以2-1（21-12、10-21、21-14）的成绩战胜中国选手陈雨菲，成功卫冕世锦赛冠军，实现世锦赛两连冠，也是日本羽毛球女单历史上第一个在世锦赛中卫冕成功的选手。
山口茜在2014年、2017年贏得全國冠軍。2013年成為日本羽壇史上第二位世青賽女单冠军，並在2014年成功衛冕；2013年，以16歲之齡成為最年輕的世界羽聯超級系列賽冠軍及32年來首位贏得該項賽事的東道主選手。她曾於2021年世錦賽、2022全英賽及2017年年終總決賽等賽事奪冠，亦多次助日本奪得2018年優霸盃冠軍、2018年亞運會女子團體金牌、蘇迪曼盃亞軍（2015、2019、2021）等。2018年4月19日世界排名首度登頂，為日本羽球史上首位世界排名第一的女子單打選手。

## 選手生涯

### 2012-2014年：最年輕的超級賽冠軍
2012年7月，山口茜的亞洲青年羽2（19-21、9-21）不敵隊友奧原希望，奪得銅牌。同年10至11月，山口茜再次参加本国日本千葉縣舉行的世界青年羽毛球錦標賽，在女單決賽以0比2（12-21、9-21）不敵隊友奧原希望，屈居亞軍。
2013年，山口茜在日本超級賽先後淘汰普萨拉·文卡塔·辛杜、戴資穎等名將，闖進女單決賽，最後更以2比0（21-15、21-19）擊敗同樣來自日本的打田志津，贏得冠軍，成為32年來首位贏得日本公開賽冠軍的本土選手外，亦為最年輕的超級系列賽冠軍得主。她在這年還獲得大阪國際挑戰賽、紐西蘭大獎賽亞軍，並代表日本参加中国南京举办的亞洲青年運動會羽毛球比賽，搭檔古賀穗贏得混合双打金牌，亦奪得世界青年錦標賽女單冠軍。
2014年，山口茜在青少年賽事表現優異。他在亚洲青年羽毛球锦标赛赢得混合團體季军及女子单打冠军，亦在該年世界青年錦標賽決賽擊敗中国的何冰娇，成功衛冕；8月，她代表日本出戰第二届世界青年奥林匹克运动会並晉級女子單打決賽，最終不敵中国的何冰娇獲得銀牌。在國際賽事上，助日本於尤伯杯时隔33年再次闯进决赛，最終日本1比3敗於中國，獲得亞軍；亦助日本女队赢得2014年亞洲運動會女子團體铜牌；在中国首要超級賽獲得亞軍，並憑藉在該年賽季共12項賽事中，總計出席各5站超级系列赛和首要超级系列赛的出勤率，及積分第一的李雪芮退賽，令她得以遞補受邀出席世界羽联超级系列赛总决赛女单项目，最終止步四強。年末，山口茜在全日本綜合羽毛球錦標賽決賽擊敗卫冕冠军三谷美菜津，贏得生涯第一座女单全國冠軍。

### 2015年：蘇迪曼盃亞軍
2015年，山口茜以第二單打身分入選蘇迪曼盃日本代表队，並有兩次出場紀錄：在小組賽面對俄羅斯時，以直落二擊敗娜塔莉亞·佩米諾娃，助隊伍4-1擊敗對手；決賽面對尋求衛冕的中國時，山口茜於總比分0比2落後時對決2012年奧運會女單金牌得主李雪芮，最終以2比0（21-23、14-21）落敗，日本以亞軍作收，也是日本首次闖入蘇迪曼盃冠軍戰。在這年，山口茜在瑞士黃金大獎賽、美國黃金大獎賽、澳門黃金大獎賽晉級四強，以及生涯第二度晉級日本超級賽決賽，最終不敵隊友奥原希望，並奪得碧特博格公開賽冠軍。

### 2016年：里約奧運止步八強
步入奧運年，山口茜在上半年的德國黃金大獎賽、新加坡超級賽兩項賽事闖入四強。5月時，作為日本隊主力，獲得優霸盃季軍。8月，山口茜首次代表日本出戰在巴西里約熱內盧舉行的奥林匹克运动会羽毛球比賽，並以第10種子身分出戰女子單打項目。她在小組賽階段先後擊敗马来西亚的鄭清憶和捷克的克里斯蒂娜·加文霍尔特，順利晉級。淘汰賽首輪，山口茜以2比0（21-19、21-16）擊敗赛会4號種子、泰国的拉差诺·因达农；最終於半準決賽面對隊友及赛会6号种子奥原希望時以1比2（21-11、17-21、10-21）落敗，止步八強。奧運結束後，山口在日本超級賽不敌孙瑜，止步四強，但其後在韓國超級賽擊敗成池鉉、丹麥首要超級賽擊敗戴資穎，於該年賽季收穫兩座超級賽冠軍。

### 2017年：中國超級賽、年終賽奪冠
2017年2月，山口茜代表日本参加在越南胡志明市举办的亞洲混合團體錦標賽，助球队赢得首届冠军。同月，贏得德國黃金大獎賽冠军。4月，她参加在中国武汉举办的亞洲錦標賽並晉級決賽，最終敗於戴資穎。5月，入选蘇迪曼盃代表隊，助日本队赢得季军。6月，於澳洲超級賽決賽不敵队友奧原希望，獲得亚军。
8月，山口茜參加在蘇格蘭格拉斯哥舉行的世界羽毛球錦標賽，以第1種子的身分出戰女子單打項目。她在首圈輪空，而後在次輪以2比0打敗丹麥的莱恩·霍尔马克·杰克斯菲德晉級，但於第三輪面對9號種子、中國的陈雨菲時，爆冷以0比2（18-21、19-21）敗給對手，16強止步。
10月，於丹麥首要超級賽决赛，以1比2（21-14、15-21、19-21）不敌泰國的拉差诺·因达农。緊接著在隔週舉行的法國超級賽，山口茜於决赛以0比2（4-21、16-21）不敌戴資穎，再度獲亞。直至11月在中國首要超級賽，才在決賽以2比0（21-13、21-15）擊敗东道主選手高昉洁，並於年末舉行的超級系列賽總決賽決賽，擊敗該年世錦賽亞軍普萨拉·文卡塔·辛杜，成為繼奧原希望之後，日本第二位在年終總決賽奪冠的女單選手。

### 2018年：排名首度登頂、全英賽亞軍、優霸盃奪冠
2018年1月，山口茜出战馬來西亞大師賽獲得亞軍。2月，出戰亞洲團體錦標賽，助日本衛冕女子團體冠軍。3月，在德國公開賽决赛以2比1（21-19、6-21、21-12）击败陈雨菲，達成二連霸。接著於隔周舉行的全英公開賽闖入決賽，最終以0比2（20-22、13-21）不敵戴資穎而位居亞軍。因近期國際賽成績出色，世界排名積分在2018年4月19日时超越原排名第一的戴資穎，成為日本羽壇有史以來首位女子單打排名世界第一的運動員；5月1日，山口茜因世界排名第一而獲得家鄉福井縣勝山市市長頒發「榮譽市民獎」。
5月，山口茜以主力身分，助日本时隔48年重夺優霸盃冠軍。7月，参加在中国南京举办的世界錦標賽，並以第2種子的身分出戰女子單打項目。她先後擊敗德国的法比耶娜·德普萊茲、泰国的妮查恩·金達蓬，八強時以2比1（21-13、17-21、21-16）戰勝中国的陳雨菲，最終於準決賽以0比2（16-21、22-24）不敵印度的辛杜。
8月，代表日本参加在印尼雅加达举办的2018年亞洲運動會羽毛球比賽女子團體及女子單打項目，最終獲得女團金牌及單打銅牌。

### 2019年：重返世界第一
2019年2月，山口茜在德國公開賽女单决赛以2比1（16-21、21-14、25-23）擊敗拉差诺·因达农，連續三年奪冠，而後於隔周舉行的全英公開賽止步四強。4月，於馬來西亞公開賽決賽，以0比2（16-21、19-21）再次不敵戴資穎，但在月底舉行的亞洲錦標賽，山口茜接連擊敗兩位中國選手陳雨菲、何冰嬌，取得日本羽壇首座亞錦賽女單冠軍。
5月，助日本隊於蘇迪曼盃赢得亚军。8月，以第一種子身分出戰世界錦標賽女子單打項目，在首輪輪空之下，於次輪爆冷敗於新加坡選手楊佳敏。
7月，她作爲4號種子參加印尼羽球公開賽，一路擊敗中國的李雪芮、泰國的妮查恩·金達蓬、世界排名第一的戴資穎以及印度的辛杜，取得首個超級1000賽級別冠軍。在隔周舉行的日本公開賽，山口茜維持極佳的狀態，從首輪至決賽以一局未失之姿連續擊敗中國的陳曉欣、印度的辛杜，中國的陳雨菲以及隊友奧原希望，時隔六年再度拿下日本賽后冠，世界排名第二度超越戴資穎，於隔周7月30日重返世界第一。

### 2020-2021年：世錦賽奪冠
山口茜在2020年東京奧運羽球女子單打比賽的小組賽以小組第一晉級淘汰賽，以2-0（21-17、21-18）戰勝南韓的金佳恩，在八強以0-2（13-21、20-22）輸給上屆奧運銀牌得主普薩拉·文卡塔·辛度而無緣爭奪獎牌。
山口茜在西班牙2021世界羽毛球锦标赛的决赛中直落兩局以（21-14 、21-11）戰勝世界排名第一的中華台北選手戴資穎，成為日本第二位奪得世界冠軍的女單選手，这也是山口茜第二次获得世界冠军的头衔。

### 2022年：全英公开赛奪冠 世锦赛卫冕成功
山口茜直落兩局以（21-15、21-15）戰勝韓國選手安洗瑩，首次奪得全英賽女單冠軍。山口茜也成為日本繼湯木博惠、竹中悅子、奧原希望後，第4位奪得全英賽冠軍的女單選手。4月份的亚洲羽毛球锦标赛，山口茜在决赛中以1-2（21-15 13-21 19-21）的成绩败给中国选手王祉怡，无缘亚锦赛二连冠。
2022年8月28日，山口茜在东京世界羽毛球锦标赛女单决赛中以2-1（21-12 10-21 21-14）的成绩战胜中国选手陈雨菲，成功卫冕世锦赛冠军，实现世锦赛两连冠，也是日本羽毛球女单历史上第一个在世锦赛中卫冕成功的选手。

## 技術評價
中國選手孙瑜指出，山口茜個子小，但勤於跑動、移動速度快，很多看起來不行的球，她都能接過來。此外，她的打法也很有耐性，而且穩定性高，每一分動輒打到30至40拍，她也不怎麼失誤；只要對手一著急，就容易失誤丟分。另一位中國選手王適嫻也認同山口茜很能跑，跟她對戰需要有一定的速度。
中國隊總教練李永波則点评：“她打得有耐心，质量也可以，至于说她个子矮小以后发展空间不大，我认为羽毛球魅力不受到身高限制，她的球路弥补身高不足，至于以后发展如何，要看能否在一年中保持住。”。

## 主要比賽成績
只列出曾進入準決賽的國際賽事成績：
| 年份   | 賽事                         | 公開賽級別 | 項目     | 搭檔   | 成績   |
| ------ | ---------------------------- | ---------- | -------- | ------ | ------ |
| 2012年 | 亞洲青年羽毛球錦標賽         | 其他       | 混合團體 | －     | 冠軍   |
| 2012年 | 亞洲青年羽毛球錦標賽         | 其他       | 女子單打 | －     | 季軍   |
| 2012年 | 世界青年羽毛球錦標賽         | 其他       | 混合團體 | －     | 亞軍   |
| 2012年 | 世界青年羽毛球錦標賽         | 其他       | 女子單打 | －     | 亞軍   |
| 2013年 | 大阪羽毛球國際挑戰賽         | 國際挑戰賽 | 女子單打 | －     | 亞軍   |
| 2013年 | 紐西蘭羽毛球大獎賽           | 大獎賽     | 女子單打 | －     | 亞軍   |
| 2013年 | 亞洲青年運動會羽毛球比賽     | 其他       | 混合雙打 | 古賀穗 | 金牌   |
| 2013年 | 日本羽毛球超級賽             | 超級賽     | 女子單打 | －     | 冠軍   |
| 2013年 | 東亞運動會羽毛球比賽         | 其他       | 女子團體 | －     | 銅牌   |
| 2013年 | 東亞運動會羽毛球比賽         | 其他       | 女子單打 | －     | 銅牌   |
| 2013年 | 世界青年羽毛球錦標賽         | 其他       | 女子單打 | －     | 冠軍   |
| 2014年 | 亞洲青年羽毛球錦標賽         | 其他       | 混合團體 | －     | 季軍   |
| 2014年 | 亞洲青年羽毛球錦標賽         | 其他       | 女子單打 | －     | 冠軍   |
| 2014年 | 世界青年羽毛球錦標賽         | 其他       | 混合團體 | －     | 季軍   |
| 2014年 | 世界青年羽毛球錦標賽         | 其他       | 女子單打 | －     | 冠軍   |
| 2014年 | 優霸盃                       | 其他       | 女子團體 | －     | 亞軍   |
| 2014年 | 青年奧林匹克運動會羽毛球比賽 | 其他       | 女子單打 | －     | 銀牌   |
| 2014年 | 亞洲運動會羽毛球比賽         | 其他       | 女子團體 | －     | 銅牌   |
| 2014年 | 中國羽毛球首要超級賽         | 首要超級賽 | 女子單打 | －     | 亞軍   |
| 2014年 | 世界羽聯超級系列賽總決賽     | 首要超級賽 | 女子單打 | －     | 準決賽 |
| 2015年 | 瑞士羽毛球黃金大獎賽         | 黃金大獎賽 | 女子單打 | －     | 準決賽 |
| 2015年 | 蘇迪曼盃                     | 其他       | 混合團體 | －     | 亞軍   |
| 2015年 | 美國羽毛球黃金大獎賽         | 黃金大獎賽 | 女子單打 | －     | 準決賽 |
| 2015年 | 日本羽毛球超級賽             | 超級賽     | 女子單打 | －     | 亞軍   |
| 2015年 | 韓國羽毛球超級賽             | 超級賽     | 女子單打 | －     | 準決賽 |
| 2015年 | 碧特博格羽毛球黃金大獎賽     | 黃金大獎賽 | 女子單打 | －     | 冠軍   |
| 2015年 | 澳門羽毛球黃金大獎賽         | 黃金大獎賽 | 女子單打 | －     | 準決賽 |
| 2016年 | 德國羽毛球黃金大獎賽         | 黃金大獎賽 | 女子單打 | －     | 準決賽 |
| 2016年 | 新加坡羽毛球超級賽           | 超級賽     | 女子單打 | －     | 準決賽 |
| 2016年 | 優霸盃                       | 其他       | 女子團體 | －     | 季軍   |
| 2016年 | 日本羽毛球超級賽             | 超級賽     | 女子單打 | －     | 準決賽 |
| 2016年 | 韓國羽毛球超級賽             | 超級賽     | 女子單打 | －     | 冠軍   |
| 2016年 | 丹麥羽毛球首要超級賽         | 首要超級賽 | 女子單打 | －     | 冠軍   |
| 2017年 | 亞洲羽毛球混合團體錦標賽     | 其他       | 混合團體 | －     | 冠軍   |
| 2017年 | 德國羽毛球黃金大獎賽         | 黃金大獎賽 | 女子單打 | －     | 冠軍   |
| 2017年 | 全英羽毛球首要超級賽         | 首要超級賽 | 女子單打 | －     | 準決賽 |
| 2017年 | 印度羽毛球超級賽             | 超級賽     | 女子單打 | －     | 準決賽 |
| 2017年 | 亞洲羽毛球錦標賽             | 其他       | 女子單打 | －     | 亞軍   |
| 2017年 | 蘇迪曼盃                     | 其他       | 混合團體 | －     | 季軍   |
| 2017年 | 澳洲羽毛球超級賽             | 超級賽     | 女子單打 | －     | 亞軍   |
| 2017年 | 韓國羽毛球超級賽             | 超級賽     | 女子單打 | －     | 準決賽 |
| 2017年 | 丹麥羽毛球首要超級賽         | 首要超級賽 | 女子單打 | －     | 亞軍   |
| 2017年 | 法國羽毛球超級賽             | 超級賽     | 女子單打 | －     | 亞軍   |
| 2017年 | 中國羽毛球首要超級賽         | 首要超級賽 | 女子單打 | －     | 冠軍   |
| 2017年 | 世界羽聯超級系列賽總決賽     | 首要超級賽 | 女子單打 | －     | 冠軍   |
| 2018年 | 馬來西亞羽球大師賽           | 超級500賽  | 女子單打 | －     | 準決賽 |
| 2018年 | 亞洲羽毛球團體錦標賽         | 其他       | 女子團體 | －     | 冠軍   |
| 2018年 | 德國羽毛球公開賽             | 超級300賽  | 女子單打 | －     | 冠軍   |
| 2018年 | 全英羽毛球公開賽             | 超級1000賽 | 女子單打 | －     | 亞軍   |
| 2018年 | 優霸盃                       | 其他       | 女子團體 | －     | 冠軍   |
| 2018年 | 世界羽毛球錦標賽             | 其他       | 女子單打 | －     | 季軍   |
| 2018年 | 亞洲運動會羽毛球比賽         | 其他       | 女子團體 | －     | 金牌   |
| 2018年 | 亞洲運動會羽毛球比賽         | 其他       | 女子單打 | －     | 銅牌   |
| 2018年 | 中國羽毛球公開賽             | 超級1000賽 | 女子單打 | －     | 準決賽 |
| 2018年 | 韓國羽毛球公開賽             | 超級500賽  | 女子單打 | －     | 準決賽 |
| 2018年 | 法國羽毛球公開賽             | 超級750賽  | 女子單打 | －     | 冠軍   |
| 2018年 | 世界羽聯世界巡迴賽總決賽     | 總決賽     | 女子單打 | －     | 準決賽 |
| 2019年 | 德國羽毛球公開賽             | 超級300賽  | 女子單打 | －     | 冠軍   |
| 2019年 | 全英羽毛球公開賽             | 超級1000賽 | 女子單打 | －     | 準決賽 |
| 2019年 | 馬來西亞羽毛球公開賽         | 超級750賽  | 女子單打 | －     | 亞軍   |
| 2019年 | 新加坡羽毛球公開賽           | 超級500賽  | 女子單打 | －     | 準決賽 |
| 2019年 | 亞洲羽毛球錦標賽             | 其他       | 女子單打 | －     | 冠軍   |
| 2019年 | 紐西蘭羽毛球公開賽           | 超級300賽  | 女子單打 | －     | 準決賽 |
| 2019年 | 蘇迪曼盃                     | 其他       | 混合團體 | －     | 亞軍   |
| 2019年 | 印尼羽毛球公開賽             | 超級1000賽 | 女子單打 | －     | 冠軍   |
| 2019年 | 日本羽毛球公開賽             | 超級750賽  | 女子單打 | －     | 冠軍   |
| 2019年 | 法國羽毛球公開賽             | 超級750賽  | 女子單打 | －     | 準決賽 |
| 2019年 | 香港羽毛球公開賽             | 超級500賽  | 女子單打 | －     | 準決賽 |
| 2019年 | 韓國羽毛球大師賽             | 超級300賽  | 女子單打 | －     | 準決賽 |
| 2019年 | 世界羽聯世界巡迴賽總決賽     | 總決賽     | 女子單打 | －     | 準決賽 |
| 2020年 | 泰國羽毛球大師賽             | 超級300賽  | 女子單打 | －     | 冠軍   |
| 2020年 | 亞洲羽毛球團體錦標賽         | 其他       | 女子團體 | －     | 冠軍   |
| 2021年 | 蘇迪曼盃                     | 其他       | 混合團體 | －     | 亞軍   |
| 2021年 | 優霸盃                       | 其他       | 女子團體 | －     | 亞軍   |
| 2021年 | 丹麥羽毛球公開賽             | 超級1000賽 | 女子單打 | －     | 冠軍   |
| 2021年 | 法國羽毛球公開賽             | 超級750賽  | 女子單打 | －     | 冠軍   |
| 2021年 | 印尼羽毛球大師賽             | 超級750賽  | 女子單打 | －     | 亞軍   |
| 2021年 | 世界羽聯世界巡迴賽總決賽     | 總決賽     | 女子單打 | －     | 準決賽 |
| 2021年 | 世界羽球錦標賽               | 其他       | 女子單打 | －     | 冠軍   |
| 2022年 | 全英羽毛球公開賽             | 超級1000賽 | 女子單打 | －     | 冠軍   |
| 2022年 | 亞洲羽毛球錦標賽             | 其他       | 女子單打 | －     | 亞軍   |
| 2022年 | 優霸盃                       | 其他       | 女子團體 | －     | 季軍   |
| 2022年 | 世界羽毛球錦標賽             | 其他       | 女子單打 | －     | 冠軍   |
| 2022年 | 日本羽毛球公開賽             | 超級750賽  | 女子單打 | －     | 冠軍   |
| 2022年 | 法國羽毛球公開賽             | 超級750賽  | 女子單打 | －     | 準決賽 |
| 2022年 | 世界羽聯世界巡迴賽總決賽     | 總決賽     | 女子單打 | －     | 冠軍   |
| 2023年 | 馬來西亞羽毛球公開賽         | 超級1000賽 | 女子單打 | －     | 冠軍   |
| 2023年 | 印度羽毛球公開賽             | 超級750賽  | 女子單打 | －     | 亞軍   |
| 2023年 | 德國羽毛球公開賽             | 超級300賽  | 女子單打 | －     | 冠軍   |
| 2023年 | 全英羽毛球公開賽             | 超級1000賽 | 女子單打 | －     | 準決賽 |
| 2023年 | 亞洲羽毛球錦標賽             | 其他       | 女子單打 | －     | 季軍   |
| 2023年 | 蘇迪曼盃                     | 其他       | 混合團體 | －     | 季軍   |
| 2023年 | 馬來西亞羽毛球大師賽         | 超級500賽  | 女子單打 | －     | 冠軍   |
| 2023年 | 新加坡羽毛球公開賽           | 超級750賽  | 女子單打 | －     | 亞軍   |
| 2023年 | 加拿大羽毛球公開賽           | 超級500賽  | 女子單打 | －     | 冠軍   |
| 2023年 | 韓國羽毛球公開賽             | 超級500賽  | 女子單打 | －     | 準決賽 |
| 2023年 | 世界羽毛球錦標賽             | 其他       | 女子單打 | －     | 季軍   |
| 2023年 | 中國羽毛球公開賽             | 超級1000賽 | 女子單打 | －     | 亞軍   |
| 2023年 | 香港羽毛球公開賽             | 超級500賽  | 女子單打 | －     | 冠軍   |
| 2023年 | 亞洲運動會羽毛球比賽         | 其他       | 女子團體 | －     | 銅牌   |
| 2024年 | 法國羽毛球公開賽             | 超級750賽  | 女子單打 | －     | 亞軍   |
| 2024年 | 全英羽毛球公開賽             | 超級1000賽 | 女子單打 | －     | 亞軍   |
| 2024年 | 優霸盃                       | 其他       | 女子團體 | －     | 季軍   |
| 2024年 | 日本羽毛球公開賽             | 超級750賽  | 女子單打 | －     | 冠軍   |
| 2024年 | 中國羽毛球公開賽             | 超級1000賽 | 女子單打 | －     | 準決賽 |
| 2024年 | 日本熊本羽毛球大師賽         | 超級500賽  | 女子單打 | －     | 冠軍   |
| 2025年 | 全英羽毛球公開賽             | 超級1000賽 | 女子單打 | －     | 準決賽 |
| 2025年 | 蘇迪曼盃                     | 其他       | 混合團體 | －     | 季軍   |
| 2025年 | 馬來西亞羽毛球大師賽         | 超級500賽  | 女子單打 | －     | 準決賽 |
| 2025年 | 新加坡羽毛球公開賽           | 超級750賽  | 女子單打 | －     | 準決賽 |
| 2025年 | 印尼羽毛球公開賽             | 超級1000賽 | 女子單打 | －     | 準決賽 |
| 2025年 | 日本羽毛球公開賽             | 超級750賽  | 女子單打 | －     | 準決賽 |
| 2025年 | 中國羽毛球公開賽             | 超級1000賽 | 女子單打 | －     | 準決賽 |

| 2007-2017年 | 首要超級賽 | 超級賽 | 黃金大獎賽 | 大獎賽 | 國際挑戰賽 | 國際系列賽 | 未來系列賽 | 其他 |

| 2018-2026年 | 總決賽 | 超級1000賽 | 超級750賽 | 超級500賽 | 超級300賽 | 超級100賽 | 國際挑戰賽 | 國際系列賽 | 未來系列賽 | 其他 |

### 世界冠軍頭銜
山口茜在羽毛球生涯中共奪得3項羽毛球世界冠軍頭銜。
| 賽事             | 奪冠次數 | 年份                                  |
| ---------------- | -------- | ------------------------------------- |
| 尤伯杯           | 1        | 2018年（女子團體）                    |
| 世界羽毛球锦标赛 | 2        | 2021年（女子單打） 2022年（女子單打） |
| 總計             | 3        |                                       |

### 奧運會和世錦賽參賽紀錄
|          | 2016 | 2017 | 2018 | 2019 | 2020 | 2021 | 2022 | 2023 | 2024 |
| -------- | ---- | ---- | ---- | ---- | ---- | ---- | ---- | ---- | ---- |
| 女子單打 | 8強  | 16強 | 季軍 | 32強 | 8強  | 冠軍 | 冠軍 | 季軍 | 8強  |

## 主要對賽紀錄
山口茜與主要對手的對賽成績如下（只列出對賽五次或以上對手，截至2024年8月28日）：
| 對手                     | 對賽次數 | 對賽結果 | 對賽結果 | 勝差 |
| 對手                     | 對賽次數 | 勝       | 負       | 勝差 |
| ------------------------ | -------- | -------- | -------- | ---- |
| 高橋沙也加（退役）       | 10       | 10       | 0        | +10  |
| 大堀彩 (退役)            | 6        | 6        | 0        | +6   |
| 佐藤冴香                 | 7        | 5        | 2        | +3   |
| 奥原希望                 | 19       | 8        | 11       | -3   |
| 布桑兰·恩布鲁庞          | 13       | 11       | 2        | +9   |
| 妮查恩·金達蓬            | 6        | 6        | 0        | +6   |
| 拉差诺·依瑟儂            | 25       | 14       | 11       | +3   |
| 蓬帕威·磋楚翁            | 15       | 10       | 5        | +5   |
| 格蕾戈麗亞·瑪麗斯卡·東宗 | 19       | 14       | 5        | +11  |
| 白馭珀                   | 7        | 6        | 1        | +5   |
| 戴資穎                   | 24       | 11       | 13       | -2   |
| 何冰嬌（退役）           | 17       | 13       | 4        | +9   |
| 陳雨菲                   | 32       | 21       | 11       | +10  |
| 陳曉欣（退役）           | 5        | 5        | 0        | +5   |
| 韓悅                     | 7        | 6        | 1        | +5   |
| 張藝曼                   | 7        | 6        | 1        | +5   |
| 王祉怡                   | 9        | 6        | 3        | +3   |
| 孙瑜（退役）             | 6        | 3        | 3        | 0    |
| 李雪芮（退役）           | 11       | 4        | 7        | -3   |
| 張雁宜（退役）           | 5        | 4        | 1        | +3   |
| 卡罗列娜·马琳            | 17       | 7        | 10       | -3   |
| 吳堇溦                   | 8        | 7        | 1        | +6   |
| 謝抒芽                   | 5        | 3        | 2        | +1   |
| 楊佳敏                   | 5        | 4        | 1        | +3   |
| 金佳恩                   | 8        | 8        | 0        | +8   |
| 金效旻（退役）           | 7        | 6        | 1        | +5   |
| 安洗莹                   | 24       | 13       | 11       | +2   |
| 裴延姝（退役）           | 6        | 4        | 2        | +2   |
| 成池鉉（退役）           | 10       | 5        | 5        | 0    |
| 塞娜·內維爾              | 13       | 11       | 2        | +9   |
| 普萨拉·文卡塔·辛度       | 25       | 11       | 14       | -3   |
| 米婭·布里西費爾特        | 9        | 9        | 0        | +9   |
| 萊恩·霍爾馬克·傑克斯菲德 | 8        | 8        | 0        | +8   |
| 張蓓雯                   | 11       | 7        | 4        | +3   |
| 李文珊                   | 9        | 9        | 0        | +9   |
| 克里斯蒂·吉爾莫          | 6        | 6        | 0        | +6   |

## 外部連結
- 山口茜的X（前Twitter）
- 山口茜的Instagram帳戶